# 三重県立津工業高等学校
三重県立津工業高等学校（みえけんりつ つこうぎょうこうとうがっこう）は、三重県津市半田に所在する公立の工業高等学校。

## 校風
1917年（大正6年）に津市立工芸学校として設立され、以来何度かの校名の変更を経て、1955年（昭和30年）に三重県立津工業高等学校となり現在に至っている。
「質実剛健」の気風を堅持し、『燃やせ 青春、育め 友情、はばたけ 未来へ!』の教育方針の下、学業・部活動に有意義な高校生活を送ることを通じて、工業に関する基礎的・基本的な知識・技術の習得と今日の技術革新に即応できる能力の育成に努めている。

## 沿革
- 1917年（大正6年）4月14日 - 津市立工芸学校設立可。建築科、玩具科、家具科設置。
  - 同年5月5日 - 津市丸之内技芸女学校跡に開校。
  - 同年12月1日 - 津市愛宕町へ移転。
- 1925年（大正14年）4月1日 - 学則改正（甲種実業学校3年制）により、家具科を木材工芸科と改称。
- 1927年（昭和2年）3月31日 - 玩具科廃止。
- 1937年（昭和12年）4月1日 - 津市半田へ移転し、校名を津市立工業学校と改称。5年制となる。
- 1939年（昭和14年）3月18日 - 土木科、電気機械科を設置。
- 1940年（昭和15年）4月1日 - 建築科及び土木科に第2本科設置。
- 1942年（昭和17年）3月31日 - 木材工芸科を廃止。
- 1943年（昭和18年）4月1日 - 県立へ移管となり、校名を三重県立津工業学校と改称。
- 1944年（昭和19年）4月1日 - 電気通信科を新設。
- 1945年（昭和20年）4月1日 - 電気機械科を電気科とし機械科新設。
  - 同年9月1日 - 河芸郡豊津小学校及び一志郡川合小学校へ移転。
- 1946年（昭和21年）2月11日 - 久居町の旧兵舎へ移転。
- 1948年（昭和23年）5月23日 - 学制改革により、三重県津工業高等学校と改称。
- 1949年（昭和24年）4月1日 - 学区制実施により、三重県久居高等学校東校となり普通科・商業科を併置。
- 1950年（昭和25年）4月1日 - 学区制修正により、校名を三重県久居工業高等学校と改称し、普通科・商業科を廃す。
- 1952年（昭和27年）1月1日 - 津市半田へ復帰を伴い、校名を三重県津工業高等学校と改称。
  - 同年4月10日 - 津市半田の新校舎へ移転（久居で一部授業）。
- 1 955年（昭和30年）4月1日 - 校名を三重県立津工業高等学校へ改称。
- 1962年（昭和37年）3月31日 - 電気通信科を電子科へ改称。
- 2006年（平成18年）4月1日 - 建築科と土木科を結合し、建設工学科を設置。

## 教育組織
次の教育組織がある。
全日制の課程
- 機械科
- 電気科
- 電子科
- 建設工学科
  - 2007年度より土木科と建築科を結合し建設工学科を設置。1年次には土木・建築の共通履修科目を学習し、2年次より都市システムコース（土木）・建築コースのいずれかを選択し、各コース別の授業を行う。

## 教育方針

### 教育方針
燃やせ青春、育め友情、はばたけ未来へ!

## 学校行事
- クリーンナップ活動
- クラスマッチ
- 津工祭（文化祭）
- 体育祭

## 生徒会活動・部活動など

### 運動系部活動
- 軟式野球
- 硬式野球
- ハンドボール
- バレーボール
- バスケットボール
- サッカー
- ラグビー
- テニス
- 卓球
- バドミントン
- 陸上競技
- 山岳
- 剣道
- 柔道
- 弓道

### 文化系部活動
- 写真
- 美術
- 新聞
- JRC
- 放送
- 人権サークル

### 生産系部活動
- 機械研究
  - ソーラーカー部門
  - ロボコン部門
  - アルミ部門
- 電気研究
- 電子研究
- 建築研究
- 土木研究
- 理科研究
- 鉄道

### 同好会
- 郵便の友同好会

## 通学手段
- 近鉄名古屋線 白塚駅・津駅東口1番乗り場・津新町駅2番乗り場より三重交通バス：06系統緑ヶ丘団地行きで「工業高校前」停留所下車、徒歩で約2分。
- 近鉄名古屋線 津新町駅から徒歩で約10分。
- JR紀勢本線 阿漕駅から徒歩で約15分。

## 著名な出身者
- 吉武剛 （元サッカー選手）
- 御給匠（元サッカー選手）
- 河野健一（元サッカー選手）
- 野垣内俊（サッカー選手）
- 岩崎陽平（元サッカー選手）
- 東出壮太（サッカー選手）
- 鈴木雄太（サッカー選手）
- 伊藤大輔（レーサー）
- 浅田政志（写真家）